# Ochromyia
Genre
Ochromyia est un genre de diptères de la famille des Calliphoridae.

## Liste des espèces
Selon GBIF (15 février 2025) :
- Ochromyia javana Macquart, 1846

## Systématique
Le nom valide complet (avec auteur) de ce taxon est Ochromyia Macquart, 1835.